# لؤی عمران
لوی عمران (انگلیسی: Lo'ay Omran؛ زادهٔ ۲۲ ژوئیهٔ ۱۹۸۸) بازیکن فوتبال اهل اردن است.
از باشگاه‌هایی که در آن بازی کرده‌است می‌توان به باشگاه فوتبال الجزیره (امان) اشاره کرد.
وی همچنین در تیم‌های ملی فوتبال زیر ۲۰ سال اردن و اردن بازی کرده‌است.